# Маковіште (Корня, Караш-Северін)
Маковіште (рум. Macoviște) — село у повіті Караш-Северін в Румунії. Входить до складу комуни Корня.
Село розташоване на відстані 305 км на захід від Бухареста, 45 км на південний схід від Решиці, 117 км на південний схід від Тімішоари, 141 км на північний захід від Крайови.

## Населення
За даними перепису населення 2002 року у селі проживали 75 осіб, усі — румуни. Усі жителі села рідною мовою назвали румунську.